# Mahanadi

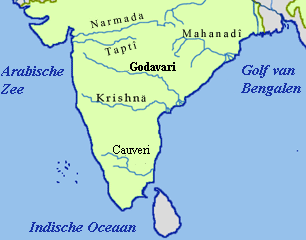
Karta över Mahanadi och andra floder i södra Indien

Mahanadi (eng. Mahanuddi), "den stora floden", flod i Indien, upprinner i en vild bergstrakt i södra delen av Centrala Indien och faller ut i Bengaliska viken genom ett stort delta nedanför staden Cuttack.
Dess längd utgör omkring 830 km och flodområde omkring 113 400 km². Den har ett snabbt lopp och för vid högvattenstånd en större vattenmassa än någon annan flod i Indien (ända till 51 000 kbm/s). Under den torra årstiden nedgår vattenmängden till 320 hl/s. Genom ett vidsträckt kanalsystem sprids vattenmassan över stora landsträckor norr och söder om deltat.